# ユリア・バクレンコ
ユリア・バクレンコ（Julia Vakulenko, ウクライナ語: Юлія Вакуленко, 1983年7月10日 - ）は、ウクライナ・ヤルタ出身の女子プロテニス選手。WTAツアーでシングルス・ダブルスとも優勝はないが、シングルスで準優勝が1度ある。自己最高ランキングはシングルス32位、ダブルス136位。身長183cm、体重69kg。右利き、バックハンド・ストロークは両手打ち。

## 来歴
バクレンコは母親の勧めにより、7歳からテニスを始めた。1998年のプロ入りと同時にスペインに住居を移し、フランスの「モウラトグロー・テニス・アカデミー」に入学する。このアカデミーは、キプロスのマルコス・バグダティスも教えを受けたことで有名な場所である。プロ入りから5年後、バクレンコは2003年の全仏オープンで4大大会にデビューし、シングルスで予選3試合を勝ち上がった後、本戦でもジェニファー・カプリアティとの3回戦まで勝ち進んだ。しかし、その後は好成績を出せない時期が長期間続いた。
2006年の全仏オープンで、バクレンコは3年ぶり2度目のシングルス3回戦に進出した。予選3試合を勝ち上がり、本戦3回戦ではパティ・シュナイダー（スイス）に敗れた。ところが、ウィンブルドンで本戦1回戦を途中棄権し、腹筋痛のためシーズンの後半を棒に振る。2007年は彼女にとって、さらなる躍進の年となった。全豪オープンで予選を勝ち上がり、2002年以来の2回戦進出を果たしたバクレンコは、5月にポーランド・ワルシャワで開かれた「J&Sカップ」の2回戦でキム・クライシュテルス（ベルギー）を 7-6, 6-3 のストレートで下した。バクレンコは次の3回戦で、同じウクライナ出身のアリョーナ・ボンダレンコに敗れた。
勢いに乗ったバクレンコは、翌週の「カタール・テレコム・ドイツ・オープン」でもアメリ・モレスモ、ディナラ・サフィナの世界トップ10選手を下し、準決勝に進出した。2007年全米オープンにおいても、1回戦で第9シードのダニエラ・ハンチュコバを下し、自己最高の4回戦進出を果たす。11月のケベックシティ大会では初のツアー決勝に進出。 リンゼイ・ダベンポートに 4–6, 1–6 で敗れて準優勝している。こうして彼女は世界ランキングを年初の「120位」から年末の「32位」まで上昇させ、2008年全豪オープンにおいて「第32シード」に選出された。
2008年4月、ユリア・バクレンコはスペインへの帰化を申請した。
バクレンコは2010年全豪オープン予選1回戦でベサニー・マテック＝サンズに敗れた試合を最後に公式試合から遠ざかっている。

## WTAツアー決勝進出結果

### シングルス: 1回 (0勝1敗)
| 大会グレード         |
| -------------------- |
| グランドスラム (0–0) |
| ティア I (0–0)       |
| ティア II (0–0)      |
| ティア III (0–1)     |
| ティア IV & V (0–0)  |

| 結果   | No. | 決勝日        | 大会           | サーフェス    | 対戦相手               | スコア   |
| ------ | --- | ------------- | -------------- | ------------- | ---------------------- | -------- |
| 準優勝 | 1.  | 2007年11月4日 | ケベックシティ | ハード (室内) | リンゼイ・ダベンポート | 4–6, 1–6 |

## 4大大会シングルス成績
略語の説明
| W | F | SF | QF | #R | RR | Q# | LQ | A | Z# | PO | G | S | B | NMS | P | NH |

W=優勝, F=準優勝, SF=ベスト4, QF=ベスト8, #R=#回戦敗退, RR=ラウンドロビン敗退, Q#=予選#回戦敗退, LQ=予選敗退, A=大会不参加, Z#=デビスカップ/BJKカップ地域ゾーン, PO=デビスカップ/BJKカッププレーオフ, G=オリンピック金メダル, S=オリンピック銀メダル, B=オリンピック銅メダル, NMS=マスターズシリーズから降格, P=開催延期, NH=開催なし.
| 大会           | 2001 | 2002 | 2003 | 2004 | 2005 | 2006 | 2007 | 2008 | 2009 | 2010 | 通算成績 |
| -------------- | ---- | ---- | ---- | ---- | ---- | ---- | ---- | ---- | ---- | ---- | -------- |
| 全豪オープン   | LQ   | A    | LQ   | 2R   | A    | A    | 2R   | 1R   | A    | LQ   | 2–3      |
| 全仏オープン   | A    | LQ   | 3R   | 1R   | A    | 3R   | 1R   | 1R   | LQ   | A    | 4–5      |
| ウィンブルドン | LQ   | LQ   | 1R   | 1R   | 2R   | 1R   | 1R   | 1R   | LQ   | A    | 1–6      |
| 全米オープン   | LQ   | A    | 2R   | 2R   | A    | A    | 4R   | 1R   | LQ   | A    | 4–3      |